# Sulejman Delvina
Sulejman Delvina, född 5 oktober 1884 i Delvina, Albanien, Osmanska riket, död 1 augusti 1932 i Vlorë i Kungariket Albanien (1928–1939)
, var en albansk politiker.
Sulejman Delvina spelade en viktig roll för Albanien i 1920-talet då man bildade en ny regering och fick slut på den sju år långa anarkin som uppstått efter självständighetsförklaringen. Han var en av deltagarna som deltog i junirevolutionen som tog makten från Zogu och fick posten som inrikesminister. Sex månader senare med hjälp från Jugoslavien återtog Zogu makten varvid Delvina flydde utomlands.

## Biografi
Sulejman föddes i Delvina, i dåvarande Osmanska riket, nuvarande Albanien. Han var son till Selim och broder till Namik, en politiker och publicist. Han gick gymnasiet i Ioánnina och studerade senare i Mekteb-i Mulkiye-i Sahane där han tog examen 1899. Efter sina studier jobbade han i den osmanska administrationen. Han var en av de albanska representanter från osmanska riket som deltog i Fredskonferensen i Paris 1919.

### Lushnjakongressen

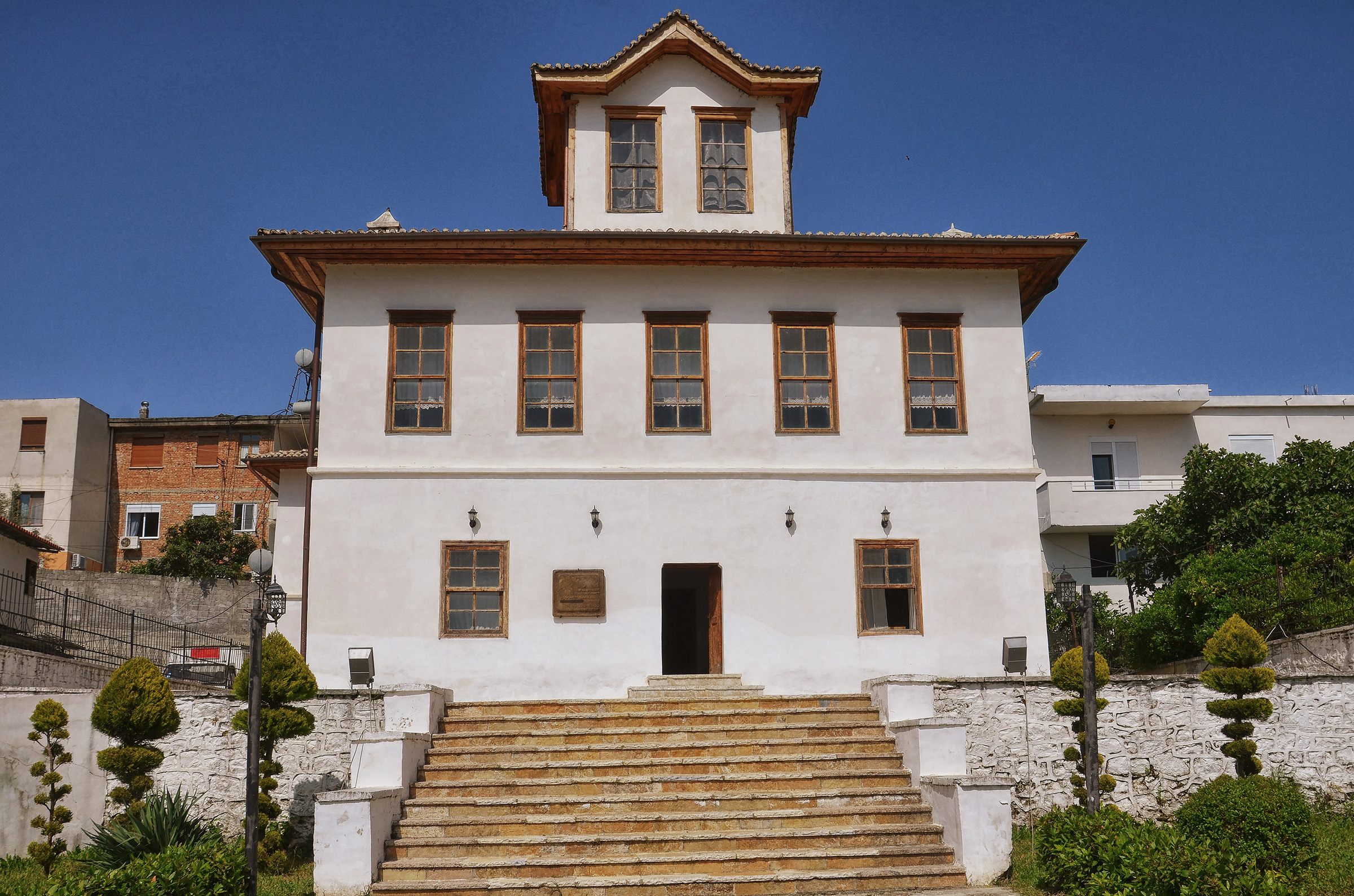
Huset man hade mötet i vilket idag är ett museum.

Delvina var en av de 56 deltagarna som deltog i Lushnjakongressen som hölls i staden Lushnja mellan den 21 januari och 9 februari 1920. Kongressen hölls på grund av Fredskonferensen i Paris där vissa länder hade planen på att dela Albanien, genom att ge Grekland södra delen av landet, Jugoslavien norra och Italien skulle få Vlora och behålla resterande som protektorat. Kongressens mål var att återställa gränserna som skrevs i London fördraget 1913. Man började med att förklara Durrës-regeringen som styrdes av Italien för ogiltig och bildade en ny regering med Delvina som statsminister och ändrade huvudstaden till Tirana. Italien försökte skrämma dem genom att bomba utkanten av Tirana, men kom till ingen nytta. Under denna tid var Albanien ockuperat av fyra länder Italien, Grekland, Jugoslavien samt Frankrike. I maj 1920 spred sig rykten om att Frankrikes trupper skulle dra sig ur Korça och ersättas med grekiska trupper. Albanerna bestämde sig för att strida och började mobilisera sina trupper. Men istället för ett krig kom de grekiska och albanska representanter överens om att respektera London fördragets gränser. Efteråt la man sin fokus mot Italien och den 2 september 1920 lämnade man landet. Efter Italiens utgång bad man Jugoslavien att hålla sig till London fördraget vilket de inte accepterade. Ett krig startades och höll på några månader och till sist lämnade Jugoslavien landet. Efter påtryckningar från Zogu som var inrikesminister och som hade soldaterna på sin sida tvinga han Delvina att säga upp sin post den 14 november 1920.

### Inrikesminister
Den 11 juli 1921, fyra dagar efter krisen som uppstod i Albanien efter att Jugoslavien ockuperat en del av landet fick han posten som inrikesminister. Han hade mycket att göra för mitt under denna kris med hjälp från Jugoslavien genom ekonomiskt stöd och vapen, utropade Mirditas stam-ledare Marka Gjoni, Republiken Mirdita. Den så kallade republiken fick även stöd från Grekland. Jugoslavernas plan var att skapa fientligheter mellan Mirdita som var av katolsk tro och regeringen som huvudsakligen var muslimer och på så sätt kunna övertyga stormakterna att regeringen var emot de kristna i landet. Mitt under denna kris under oklara omständigheter lämnade han sin post den 18 oktober. 

### Junirevolutionen
23 februari 1924 sköts och skadades Zogu i parlamentet av Beqir Valteri, en man med nära kopplingar till Avni Rustemi. Efteråt gick det rykten om att det var Avni Rustemi som log bakom mordförsöket, mannen som fyra år tidigare hade skjutit och mördat Essad Pascha Toptani i Paris. En månad efter mordattentaten mot Zog sköts Rustemi och dog två dagar senare i Tirana. Mördaren hittades aldrig men enligt rykten var det Zog som log bakom mordet. Mordet på Rustemi kom som en chock för albanerna de såg honom som en hjälte efter att ha mördat Essad Pascha Toptani vilken albanerna såg som en förrädare. På hans begravning i Vlora höll Fan Noli en flammande tal vilket var inledningen till den så kallade junirevolutionen. Under revolutionen tog Noli och hans män makten och bildade en regering med Delvina som utrikesminister. Regeringen begick många misstag och den kanske viktigaste var att man inte höll ett val efter att tagit makten så att på så sätt legitimera sig. Någon månad senare reste Noli till Genève för att ansöka om lån från FN men nekades på grund av att regeringen inte var folkvald. Noli var rasande på FN och kritisera dem och sökte sedan hjälp från bolsjevikerna vilket Delvina var emot i. Västvärlden och grannländerna kunde inte tolerera att bolsjevikerna skulle få inflytande i Balkan vilket skulle bli slutet för regeringen.
Med hjälp från Kungariket Jugoslavien återtog Zog makten varvid Delvina flydde utomlands och gick med Bashkimi Kombetar en anti-zogist organisation.

### Död och eftermäle

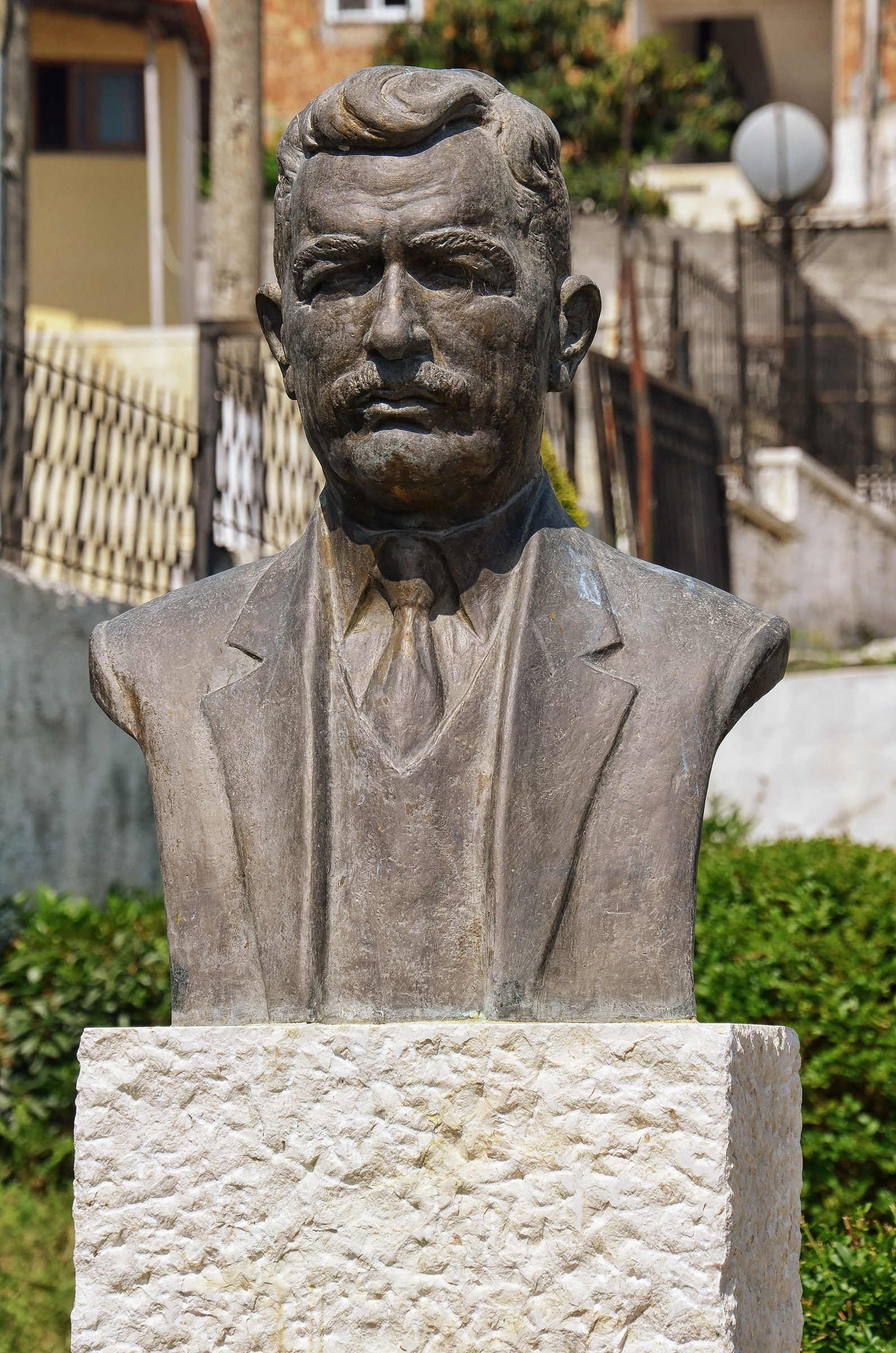
Byst på Delvina i Lushnja.

Efter att ha blivit sjuk lyckades han på nåt sätt förskonas med Zog och flyttade till Albanien 1928. Han dog den 1 augusti 1932 i Vlora.
2014 fick han utmärkelsen 'Nderi i Kombit' av Albaniens dåvarande president Bujar Nishani. En skola och en gata bär hans namn i Albanien.